# Manuel Silvestre (músico)
Mariano Silvestre (Teruel, 6 de junio de 1793-Madrid, 28 de marzo de 1846) fue un músico y profesor de música español.

## Biografía
Nació en la ciudad aragonesa de Teruel en 1793. La reputación de la que gozaba le permitió ocupar los primeros puestos de fagot que había en Madrid, así en los teatros de ópera como en el conservatorio y en la Real Capilla, cuya plaza, obtenida por oposición, juró el 13 de diciembre de 1828. Por real orden de 15 de julio de dos años más tarde, fue nombrado profesor del Conservatorio de Música y Declamación con el sueldo anual de cuatro mil reales, que, tras aumentarse hasta los cinco mil en 1833, volvió a la cuantía original en 1838, y así se mantuvo hasta su fallecimiento, acaecido en la matritense calle de las Beatas el 28 de marzo de 1846. Entre sus discípulos, se contaron Camilo Melliers, Domingo Aguirre y Benigno María Acuña. Silvestre, que es considerado por algunos autores como el «primer profesor de la enseñanza oficial del fagot en España», había sido también músico mayor de un regimiento de la Guardia Real.